# Ross Macdonald
Ross Macdonald, pseudonimo di Kenneth Millar (Los Gatos, 13 dicembre 1915 – Santa Barbara, 11 luglio 1983), è stato uno scrittore statunitense.

## Biografia
Nato da genitori canadesi, Kenneth Millar si è laureato presso la Michigan University. Nel 1938 ha sposato la scrittrice canadese Margaret Sturm che diverrà poi nota nel mondo letterario col nome di Margaret Millar. Ha pubblicato dapprima con il suo nome, poi ha coniato il proprio pseudonimo in più fasi (John Macdonald, John Ross Macdonald). Con questi nomi d'arte ha scritto le storie dell'investigatore Lew Archer e ha conseguito prestigiosi premi letterari. È morto all'età di 67 anni per Alzheimer; essendo già morta l'unica figlia Linda Jane, gli sono sopravvissuti la moglie Margaret e il nipote.
È considerato un maestro dell'hardboiled ed è stato accostato a Dashiell Hammett e Raymond Chandler con i quali forma il "triangolo d'oro" di questo particolare genere letterario. I tre autori sono citati insieme anche a causa di una certa sfortuna che li ha colpiti nelle vicende personali.
Nel suo saggio A proposito del giallo, la scrittrice britannica P. D. James così si esprime:

## Riconoscimenti
- 1962: Nomination all'Edgar Award (miglior romanzo) per The Wycherly Woman[5]
- 1963: Nomination all'Edgar Award (miglior romanzo) per The Zebra-Striped Hearse[5]
- 1965 - Gold Dagger Award per il romanzo The Far Side of the Dollar[6];
- 1966: Nomination all'Edgar Award (miglior romanzo) per The Far Side of the Dollar[5]
- 1974 - Grand Master Award dei Mystery Writers of America[7];
- 1982 - premio Shamus alla carriera[8].

## Opere

### Pubblicati a nome Kenneth Millar
- 1944, Il tunnel, (The Dark Tunnel), Il Giallo Mondadori n. 102, 1950; I Classici del Giallo Mondadori n. 696, 1993; I Classici del Giallo Mondadori n. 1408, 2018;
- 1946, Sempre nei guai, (Trouble Follows Me), Serie Gialla Garzanti n. 4, 1953.
- 1947, La città del diavolo, (Blue City), Il Giallo Mondadori n. 90, 1950.
- 1948, L'assassino di mia moglie, (The Three Roads), Il Giallo Mondadori n. 758, 1963; I Classici del Giallo Mondadori n. 142, 1972.

### Pubblicati a nome John Macdonald (serie Lew Archer)
- 1949, Bersaglio mobile, (The Moving Target), Il Giallo Mondadori n. 221, 1953; I Classici del Giallo Mondadori n. 226, 1975.

### Pubblicati a nome John Ross Macdonald (serie Lew Archer)
- 1950, Il vortice, (The Drowning Pool), Il Giallo Mondadori n. 260, 1954; I Classici del Giallo Mondadori n. 338 1980.
- 1951, Non piangete per chi ha ucciso, (The Way Some People Die), Il Giallo Mondadori n. 252, 1953.
- 1952, Il ghigno d'avorio, (The Ivory Grin, tit. alt. Marked for murder), Il Giallo Mondadori n. 308, 1954.
- 1954, Non fuggire, sceriffo, (Find a Victim), Il Giallo Mondadori n. 326, 1955.
- 1955, Il mio nome è Archer, (The Name Is Archer), raccolta di sette racconti, Oscar del Giallo Mondadori n. 29, 1978.

### Pubblicati a nome Ross Macdonald (serie Lew Archer)
- 1956, Costa dei barbari, (The Barbarous Coast), Il Giallo Mondadori n. 406, 1956; I Classici del Giallo Mondadori n. 387 1981.
- 1958, L'inferno è in terra, (The Doomsters), Il Giallo Mondadori n. 517, 1958.
- 1959, A un passo dalla sedia, (The Galton Case), Il Giallo Mondadori n 581, 1960.
  - Il ragazzo senza storia, collana I Mastini, Polillo, 2012.
- 1961, Non fare agli altri..., (The Wycherly Woman), Il Giallo Mondadori n. 693, 1962; I Classici del Giallo Mondadori n. 103, 1971.
- 1962, Il sangue non è acqua, (The Zebra Striped Hearse), Il Giallo Mondadori n. 773, 1963; I Classici del Giallo Mondadori n. 437, 1983; I Classici del Giallo Mondadori n. 729, 1995.
- 1964, Il delitto non invecchia, (The Chill), I Rapidi Mondadori n. 13, 1967; I Classici del Giallo Mondadori n. 248, 1976.
  - Delitti in luna di miele[9], Gli Speciali de Il Giallo Mondadori n. 66, 2012.
- 1965, Il vespaio, (The Far Side of the Dollar), Il Giallo Mondadori n. 882, 1965; I Classici del Giallo Mondadori n. 464, 1984.
  - Il passato si sconta sempre, collana I Mastini, Polillo, 2011.
- 1966, Denaro nero, (The Black Money), I Rapidi Mondadori n. 31, 1968.
- 1968, Paura di vivere, (The Instant Enemy), Il Giallo Mondadori n. 1072, 1969; I Classici del Giallo Mondadori n. 479, 1985.
- 1969, Il mondo è marcio, (The Goodbye Look), Il Giallo Mondadori n. 1114, 1970; I Classici del Giallo Mondadori n. 558, 1988.
- 1971, L'uomo sotterraneo, (The Underground Man), Scrittori Italiani e Stranieri Mondadori, 1972; I Classici del Giallo Mondadori n.745, 1995.
- 1973, La bella addormentata, (Sleeping Beauty), Il Giallo Mondadori n. 1324, 1974; I Classici del Giallo Mondadori n. 918, 2002; collana I Mastini, Polillo, 2014.
- 1976, Lew Archer e il brivido blu, (The Blue Hammer), Il Giallo Mondadori n. 1507, 1977; I Classici del Giallo Mondadori n.864, 2000.
  - Il brivido blu, collana I Mastini, Polillo, 2013.
- 2001, Strangers in Town, (Stranieri in città), raccolta di racconti (con tre inediti), Supergiallo Mondadori n. 23, 2002.
- 2007, The Archer Files, raccolta di racconti, più undici abbozzi. Inedita in Italia.

### Pubblicato come John Ross Macdonald (senza personaggio fisso)
- 1953, Hanno rapito un bimbo, (Meet Me at the Morgue), Il Giallo Mondadori n. 283, 1954 .

### Pubblicato come Ross Macdonald (senza personaggio fisso)
- 1960, Segreto di famiglia, (The Ferguson Affair), Il Giallo Mondadori n. 664, 1961; I Classici del Giallo Mondadori n. 45, 1968.